# Dweil (doek)

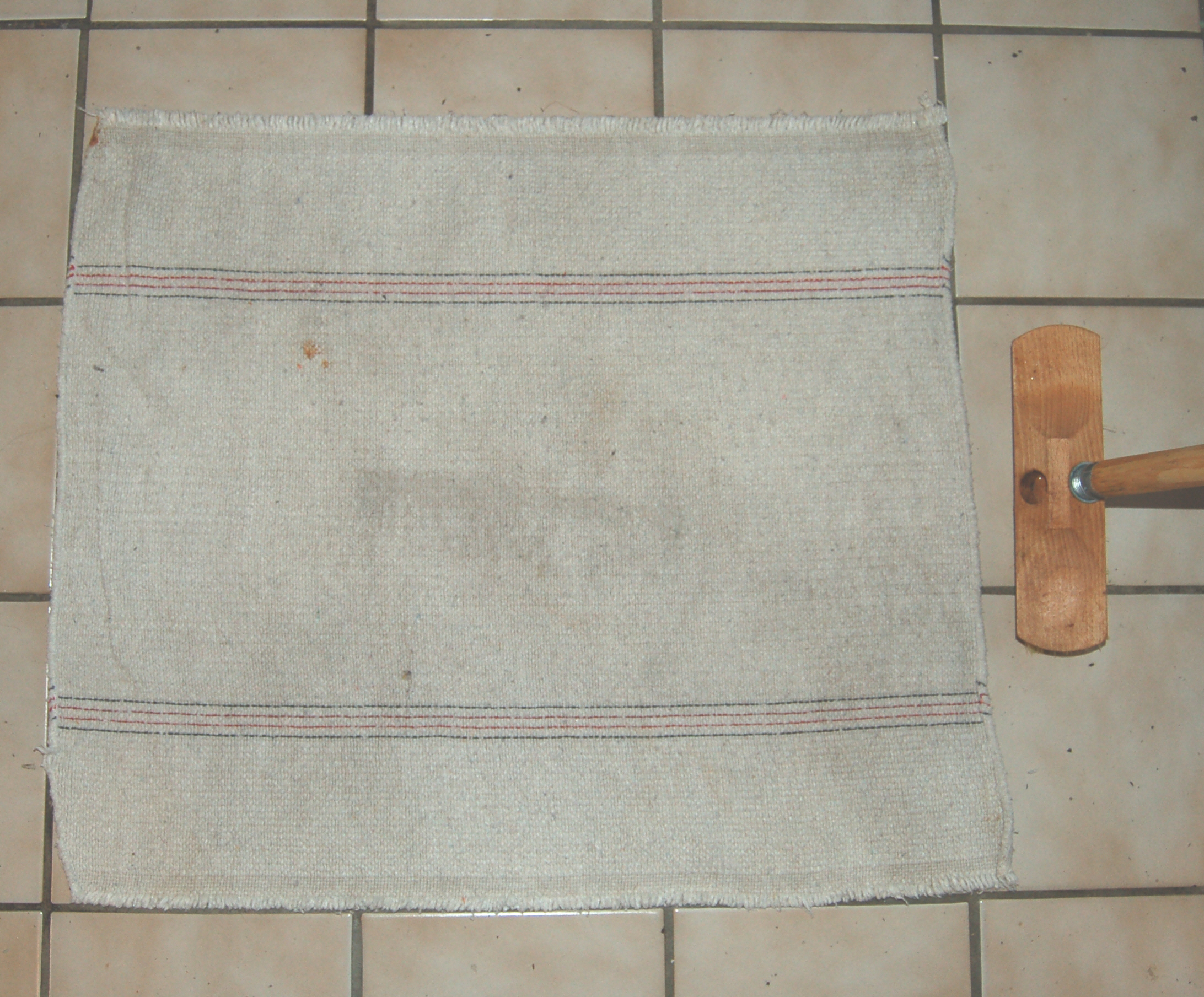
Een dweil

Een dweil is een doorgaans vierkante of rechthoekige, dikke doek van katoen of synthetische vezels met een zijde tussen 50 en 80 cm.
Een dweil wordt in een emmer met water en zeepsop gespoeld, daarna licht uitgewrongen, om er vervolgens een vloer mee schoon te maken of het overtollige water van een schoongemaakte vloer te verwijderen, meestal met behulp van een (vloer)trekker, ook wel vloerwisser genoemd. Deze handeling wordt dweilen genoemd.